# Carlos Diehz

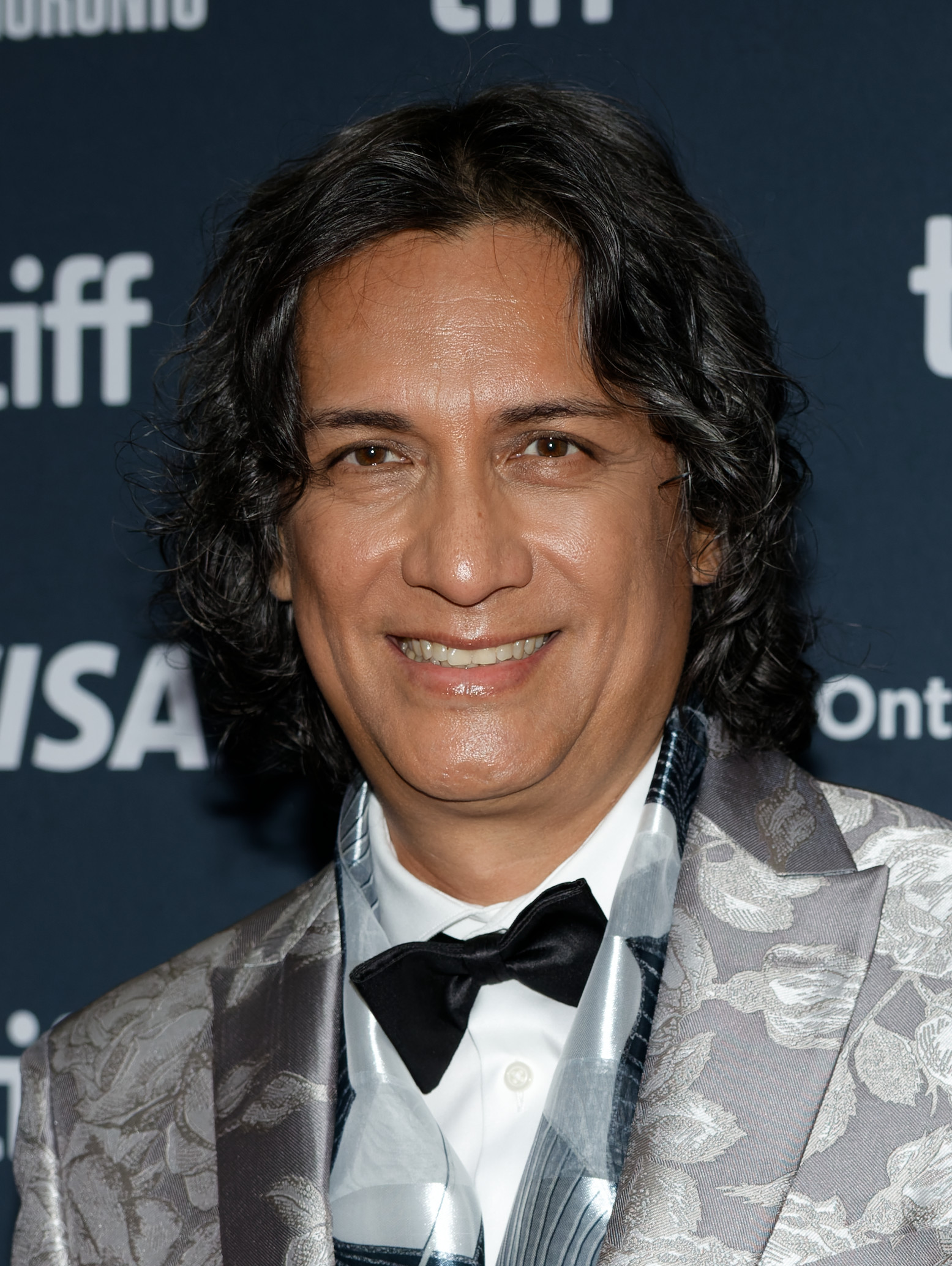
Diehz em 2024 no Festival Internacional de Cinema de Toronto para o filme Conclave.

Carlos Diehz (nascido em 1971) é um arquiteto e ator mexicano. Tornou-se mais conhecido com o seu papel como o Cardeal Benítez no filme de 2024 Conclave, que explora as complexidades políticas e espirituais da eleição de um novo Papa.

## Primeiros anos e carreira
Diehz nasceu na Cidade do México e passou boa parte de sua juventude interessado nas artes, incluindo desenho, pintura e canto. Apesar do interesse por atuação no ensino médio, optou por não seguir nesta carreira devido à timidez. Trabalhou como arquiteto por mais de 30 anos, mudando-se do México para Vancouver, no Canadá, em 2009.
Em 2020, após seus filhos terem crescido e saído de casa, Diehz retomou a atuação. Ele se matriculou em workshops online durante a pandemia de COVID-19, treinando com instrutores como Waymon Boone e Jessica Houde. Inicialmente considerando a atuação como um hobby, ele resolveu investir na carreira após conselhos de seus instrutores.

## Papel emConclave
O grande papel de destaque de Carlos Diehz foi em Conclave, adaptação do livro de Robert Harris dirigido por Edward Berger. Diehz foi escolhido para o papel do Cardeal Benítez, um dos personagens centrais da trama, após uma série de audições em 2022, ocorrida numa busca global por elenco liderada por Nina Gold. No livro, Benítez é filipino, mas após a escolha de Diehz, o personagem se tornou mexicano.
Diehz trouxe sua experiência de vida como arquiteto e imigrante para sua atuação, identificando-se com os valores de humildade e progressismo de seu personagem. Durante a produção, recebeu mentoria de colegas de elenco como Ralph Fiennes e John Lithgow, que ofereceram conselhos sobre técnicas de atuação e como lidar com o medo de palco.

## Vida pessoal
Diehz continua trabalhando como arquiteto ao mesmo tempo que segue a carreira de ator. Em entrevistas, ele expressou o desejo de buscar mais oportunidades de atuação, enquanto se inspira em seu histórico e experiências de vida. Fora do trabalho, ele gosta de pintar e cantar no karaokê, frequentemente escolhendo músicas dos anos 1980. Diehz é casado.

## Filmografia
| Ano  | Título                 | Papel                   | Notas |
| ---- | ---------------------- | ----------------------- | --- |
| 2022 | The Vegan Vampire      | Diego                   | Curta-metragem |
| 2022 | It Gets Dark Too Early | Crisântemo              | Curta-metragem |
| 2024 | Conclave               | Cardeal Vincent Benítez | Pendente—Critics Choice Award de Melhor Elenco Nomeado—Prêmio da Associação de Críticos de Cinema da Carolina do Norte de Melhor Performance Revelação |